# Primulina langshanica
Primulina langshanica là một loài thực vật có hoa trong họ Tai voi. Loài này có ở tỉnh Hồ Nam (Trung Quốc); được W.T.Wang mô tả khoa học đầu tiên năm 1992 dưới danh pháp Chirita langshanica. Năm 2011, Yin Z.Wang chuyển nó sang chi Primulina.